# 이강호 (2001년)
이강호(2001년 6월 22일 ~)는 대한민국의 기타리스트다. 2015년 싱글 《explosion》으로 데뷔했다.

## 학력
- 서울실용음악고등학교
- 서경대학교 실용음악학과

## 방송
- 스타킹 (2013)
- 슈퍼밴드 (2019) - Top49(48위)

## 음반
- explosion (2015)
- JTBC 슈퍼밴드 Episode 6 (2019)
- Peacock (2020)
- glow (2020)
- Jacob (2020)

## 수상
- 제33회 한국기타협회 전국기타콩쿠르 중등 1학년부 우수상 (2014)

## 피처링
- 찬휘 <이제 떠나자> (2019)